# Biathlon aux Jeux olympiques de la jeunesse d'hiver de 2012
Navigation
2016
Les épreuves de biathlon aux Jeux olympiques de la jeunesse d'hiver de 2012 ont eu lieu sur un parcours de biathlon temporaire sur le site du Seefeld Arena à Innsbruck en Autriche du 15 au 19 janvier 2012.

## Médailles

### Tableau des médailles
| Rang  | Nation     | Or | Argent | Bronze | Total |
| ----- | ---------- | -- | ------ | ------ | ----- |
| 1     | Allemagne  | 4  | 1      | 0      | 5     |
| 2     | Russie     | 1  | 1      | 1      | 3     |
| 3     | Chine      | 1  | 0      | 1      | 2     |
| 4     | Estonie    | 0  | 2      | 0      | 2     |
| 5     | Kazakhstan | 0  | 1      | 1      | 2     |
| 6     | Norvège    | 0  | 1      | 0      | 1     |
| 7     | France     | 0  | 0      | 2      | 2     |
| 8     | États-Unis | 0  | 0      | 1      | 1     |
| Total | Total      | 5  | 5      | 5      | 15    |

### Épreuves
| Épreuve                                               | Or                     | Or                | Argent                    | Argent            | Bronze                    | Bronze            |
| ----------------------------------------------------- | ---------------------- | ----------------- | ------------------------- | ----------------- | ------------------------- | ----------------- |
| Sprint hommes résultats détaillés                     | Cheng Fangming (CHN)   | 19 min 21 s 7     | Rene Zahkna (EST)         | 19 min 43 s 0     | Aristide Bègue (FRA)      | 19 min 48 s 5     |
| Poursuite hommes résultats détaillés                  | Niklas Homberg (GER)   | 28 min 43 s 1     | Rene Zahkna (EST)         | 28 min 52 s 6     | Cheng Fangming (CHN)      | 28 min 57 s 7     |
| Sprint femmes résultats détaillés                     | Franziska Preuss (GER) | 17 min 27 s 7     | Galina Vishnevskaya (KAZ) | 17 min 55 s 2     | Uliana Kaysheva (RUS)     | 18 min 00 s 9     |
| Poursuite femmes résultats détaillés                  | Uliana Kaysheva (RUS)  | 26 min 01 s 3     | Franziska Preuss (GER)    | 26 min 28 s 2     | Galina Vishnevskaya (KAZ) | 27 min 44 s 4     |
| Relais mixte résultats détaillés                      | Allemagne              | 1 h 11 min 06 s 8 | Norvège                   | 1 h 13 min 11 s 7 | France                    | 1 h 13 min 27 s 8 |
| Relais mixte ski de fond/biathlon résultats détaillés | Allemagne              | 1 h 04 min 23 s 4 | Russie                    | 1 h 05 min 22 s 5 | États-Unis                | 1 h 05 min 23 s 0 |

## Système de qualification
Le quota disponible pour chaque CNO est déterminé par le classement final de la coupe du monde des nations masculine ou féminine de la saison précédant les JOJ (saison 2010 - 2011). Les pays classés de la première à la 20e position donne deux places tandis que les pays classés de la 21e à la 29e position en donne une. Si le pays hôte est classé entre la première et la 20e position dans le classement de la coupe du monde des nations masculine ou féminine la saison précédant les JOJ, il a le droit d'inscrire deux athlètes dans chaque catégorie. Si le pays hôte est classé entre la 20e et la 29e position dans le classement de la coupe du monde des nations masculine ou féminine la saison précédant les JOJ, il a le droit d'inscrire un athlète dans chaque catégorie. Si le pays hôte se qualifie à travers le système de qualification ci-dessus, alors la place est réattribuée au CNO qui s'est classé 30e dans le classement de la coupe des Nations. Si le pays hôte s'est classé 30e ou plus dans le classement de la coupe des nations masculine ou féminine, il a le droit d'inscrire un athlète dans chaque catégorie.

## Qualifié(e)s par pays
| CNO                | hommes | femmes | Total |
| ------------------ | ------ | ------ | ----- |
| Allemagne          | 2      | 2      | 4     |
| Andorre            |        | 1      | 1     |
| Arménie            |        | 1      | 1     |
| Australie          | 1      |        | 1     |
| Autriche           | 2      | 1      | 3     |
| Biélorussie        | 2      | 2      | 4     |
| Bulgarie           | 2      | 2      | 4     |
| Canada             | 2      | 2      | 4     |
| Chine              | 1      | 2      | 3     |
| Corée du Sud       | 1      | 1      | 2     |
| Croatie            | 1      |        | 1     |
| Estonie            | 2      | 2      | 4     |
| États-Unis         | 2      | 2      | 4     |
| Finlande           | 2      | 2      | 4     |
| France             | 2      | 2      | 4     |
| Grande-Bretagne    | 1      | 1      | 2     |
| Italie             | 2      | 2      | 4     |
| Japon              | 1      | 1      | 2     |
| Kazakhstan         | 1      | 2      | 3     |
| Lettonie           | 2      | 1      | 3     |
| Lituanie           | 1      | 1      | 2     |
| Norvège            | 2      | 2      | 4     |
| Nouvelle-Zélande   |        | 1      | 1     |
| Pologne            | 2      | 2      | 4     |
| République tchèque | 2      | 2      | 4     |
| Roumanie           | 1      | 2      | 3     |
| Russie             | 2      | 2      | 4     |
| Serbie             | 1      |        | 1     |
| Slovaquie          | 2      | 2      | 4     |
| Slovénie           | 2      | 2      | 4     |
| Suède              | 2      | 2      | 4     |
| Suisse             | 2      | 1      | 3     |
| Ukraine            | 2      | 2      | 4     |
| Total athlètes     | 50     | 50     | 100   |
| Total CNO          | 30     | 30     | 33    |

## Résultats

### Sprint hommes
L'épreuve s'est déroulée le 15 janvier sur un parcours de 7,5 km avec 50 athlètes de 30 pays différents.
| Rang                                | N° | Nom                    | Pays               | Temps         | Pénalités (A+D) | Retard         |
| ----------------------------------- | -- | ---------------------- | ------------------ | ------------- | --------------- | -------------- |
| Médaille d'or, Jeux olympiques      | 30 | Cheng Fangming         | Chine              | 19 min 21 s 7 | 1 (0 + 1)       | —              |
| Médaille d'argent, Jeux olympiques  | 17 | Rene Zahkna            | Estonie            | 19 min 43 s 0 | 1 (0 + 1)       | + 21 s 3       |
| Médaille de bronze, Jeux olympiques | 22 | Aristide Bègue         | France             | 19 min 48 s 5 | 1 (1 + 0)       | + 26 s 8       |
| 4                                   | 20 | Stuart Harden          | Canada             | 19 min 51 s 3 | 0 (0 + 0)       | + 29 s 6       |
| 5                                   | 11 | Kristian Andre Aalerud | Norvège            | 20 min 04 s 4 | 2 (2 + 0)       | + 42 s 7       |
| 6                                   | 46 | Niklas Homberg         | Allemagne          | 20 min 05 s 4 | 1 (0 + 1)       | + 43 s 7       |
| 7                                   | 5  | Maksym Ivko            | Ukraine            | 20 min 28 s 4 | 3 (1 + 2)       | + 1 min 06 s 7 |
| 8                                   | 23 | Adam Vaclavik          | République tchèque | 20 min 32 s 5 | 1 (0 + 1)       | + 1 min 10 s 8 |
| 9                                   | 38 | Haakon Livik           | Norvège            | 20 min 34 s 1 | 1 (0 + 1)       | + 1 min 12 s 4 |
| 10                                  | 33 | Michael Pfeffer        | Autriche           | 20 min 35 s 3 | 3 (2 + 1)       | + 1 min 13 s 6 |
| 11                                  | 12 | Xavier Guidetti        | Italie             | 20 min 40 s 2 | 2 (1 + 1)       | + 1 min 18 s 5 |
| 12                                  | 37 | Sean Doherty           | États-Unis         | 20 min 47 s 5 | 3 (2 + 1)       | + 1 min 25 s 8 |
| 13                                  | 43 | Viktar Kryuko          | Biélorussie        | 20 min 53 s 0 | 2 (2 + 0)       | + 1 min 31 s 3 |
| 14                                  | 10 | Maximilian Janke       | Allemagne          | 20 min 57 s 8 | 2 (1 + 1)       | + 1 min 36 s 1 |
| 15                                  | 44 | Federico Di Francesco  | Italie             | 20 min 59 s 4 | 2 (2 + 0)       | + 1 min 37 s 7 |
| 16                                  | 25 | Fabien Claude          | France             | 21 min 05 s 9 | 4 (1 + 3)       | + 1 min 44 s 2 |
| 17                                  | 14 | Miha Dovzan            | Slovénie           | 21 min 10 s 2 | 3 (0 + 3)       | + 1 min 48 s 5 |
| 18                                  | 9  | Jules Cuenot           | Suisse             | 21 min 18 s 4 | 4 (2 + 2)       | + 1 min 56 s 7 |
| 19                                  | 7  | Matej Burić            | Croatie            | 21 min 28 s 3 | 2 (2 + 0)       | + 2 min 06 s 6 |
| 20                                  | 50 | Tarvi Sikk             | Estonie            | 21 min 29 s 5 | 2 (0 + 2)       | + 2 min 07 s 8 |
| 21                                  | 31 | Vid Zabret             | Slovénie           | 21 min 39 s 3 | 3 (1 + 2)       | + 2 min 17 s 6 |
| 22                                  | 36 | Dmytro Ihnatyev        | Ukraine            | 21 min 39 s 9 | 3 (2 + 1)       | + 2 min 18 s 2 |
| 23                                  | 49 | Ondrej Hosek           | République tchèque | 21 min 55 s 5 | 3 (2 + 1)       | + 2 min 33 s 8 |
| 24                                  | 42 | Jakub Topór            | Pologne            | 22 min 08 s 6 | 4 (4 + 0)       | + 2 min 46 s 9 |
| 25                                  | 16 | Aleksei Kuznetcov      | Russie             | 22 min 14 s 1 | 4 (3 + 1)       | + 2 min 52 s 4 |
| 26                                  | 27 | Kenneth Schoepfer      | Suisse             | 22 min 14 s 2 | 4 (1 + 3)       | + 2 min 52 s 5 |
| 27                                  | 2  | Heikki Laitinen        | Finlande           | 22 min 14 s 3 | 2 (2 + 0)       | + 2 min 52 s 6 |
| 28                                  | 3  | Thorsten Bischof       | Autriche           | 22 min 17 s 7 | 4 (3 + 1)       | + 2 min 56 s 0 |
| 29                                  | 18 | Niklas Forsberg        | Suède              | 22 min 19 s 4 | 5 (1 + 4)       | + 2 min 57 s 7 |
| 30                                  | 21 | Mateusz Janik          | Pologne            | 22 min 19 s 6 | 4 (1 + 3)       | + 2 min 57 s 9 |
| 31                                  | 28 | Ruslan Bessov          | Kazakhstan         | 22 min 19 s 8 | 4 (2 + 2)       | + 2 min 58 s 1 |
| 32                                  | 24 | Nick Proell            | États-Unis         | 22 min 21 s 8 | 2 (1 + 1)       | + 3 min 00 s 1 |
| 33                                  | 26 | Mattias Jonsson        | Suède              | 22 min 23 s 2 | 3 (2 + 1)       | + 3 min 01 s 5 |
| 34                                  | 1  | Radi Palevski          | Bulgarie           | 22 min 23 s 9 | 3 (1 + 2)       | + 3 min 02 s 2 |
| 35                                  | 45 | Calum Irvine           | Grande-Bretagne    | 22 min 28 s 5 | 5 (3 + 2)       | + 3 min 06 s 8 |
| 36                                  | 32 | Antti Repo             | Finlande           | 22 min 30 s 0 | 5 (2 + 3)       | + 3 min 08 s 3 |
| 37                                  | 41 | Marius Petru           | Roumanie           | 22 min 30 s 4 | 3 (2 + 1)       | + 3 min 08 s 7 |
| 38                                  | 8  | Dujin Choi             | Corée du Sud       | 22 min 35 s 8 | 3 (2 + 1)       | + 3 min 14 s 4 |
| 39                                  | 6  | Raman Malukha          | Biélorussie        | 22 min 38 s 4 | 4 (2 + 2)       | + 3 min 16 s 7 |
| 40                                  | 29 | Ivan Galushkin         | Russie             | 22 min 41 s 4 | 5 (1 + 4)       | + 3 min 19 s 7 |
| 41                                  | 4  | Ondrej Kosztolanyi     | Slovaquie          | 22 min 48 s 5 | 4 (3 + 1)       | + 3 min 26 s 8 |
| 42                                  | 48 | Denislav Shehtanov     | Bulgarie           | 22 min 49 s 1 | 4 (2 + 2)       | + 3 min 27 s 4 |
| 43                                  | 40 | Aidan Millar           | Canada             | 23 min 23 s 1 | 7 (4 + 3)       | + 4 min 01 s 4 |
| 44                                  | 47 | Peter Oravec           | Slovaquie          | 23 min 48 s 0 | 5 (3 + 2)       | + 4 min 26 s 3 |
| 45                                  | 39 | Jānis Slavēns          | Lettonie           | 23 min 50 s 9 | 2 (1 + 1)       | + 4 min 29 s 2 |
| 46                                  | 35 | Arnoldas Mikelkevičius | Lituanie           | 24 min 02 s 1 | 5 (2 + 3)       | + 4 min 40 s 4 |
| 47                                  | 19 | Dženis Avdić           | Serbie             | 24 min 18 s 5 | 7 (3 + 4)       | + 4 min 56 s 8 |
| 48                                  | 13 | David Panyik           | Hongrie            | 24 min 25 s 9 | 5 (2 + 3)       | + 5 min 04 s 2 |
| 49                                  | 15 | Linards Zēmelis        | Lettonie           | 25 min 11 s 0 | 5 (2 + 3)       | + 5 min 49 s 3 |
| 50                                  | 34 | Lachlan Porter         | Australie          | 26 min 21 s 1 | 4 (2 + 2)       | + 6 min 59 s 4 |

### Poursuite hommes
L'épreuve s'est déroulée le 16 janvier sur un parcours de 10 km avec les mêmes athlètes qui ont participé au sprint.
| Rang                                | N° | Nom                    | Pays               | Retard (au départ) | Temps           | Pénalités (A + A + D + D) |
| ----------------------------------- | -- | ---------------------- | ------------------ | ------------------ | --------------- | ------------------------- |
| Médaille d'or, Jeux olympiques      | 6  | Niklas Homberg         | Allemagne          | 0 min 44           | 28 min 43 s 1   | 4 (2 + 0 + 2 + 0)         |
| Médaille d'argent, Jeux olympiques  | 2  | Rene Zahkna            | Estonie            | 0 min 21           | + 9 s 5         | 4 (0 + 2 + 1 + 1)         |
| Médaille de bronze, Jeux olympiques | 1  | Cheng Fangming         | Chine              | 0 min 00           | + 14 s 6        | 7 (2 + 1 + 1 + 3)         |
| 4                                   | 14 | Maximilian Janke       | Allemagne          | 1 min 36           | + 58 s 5        | 4 (0 + 0 + 2 + 2)         |
| 5                                   | 17 | Miha Dovzan            | Slovénie           | 1 min 49           | + 1 min 21 s 3  | 1 (1 + 0 + 0 + 0)         |
| 6                                   | 5  | Kristian Andre Aalerud | Norvège            | 0 min 43           | + 1 min 21 s 6  | 7 (2 + 1 + 1 + 3)         |
| 7*                                  | 4  | Stuart Harden          | Canada             | 0 min 30           | + 1 min 22 s 6  | 1 (0 + 0 + 0 + 1)         |
| 8                                   | 3  | Aristide Bègue         | France             | 0 min 27           | + 1 min 39 s 1  | 7 (1 + 4 + 1 + 1)         |
| 9                                   | 9  | Haakon Livik           | Norvège            | 1 min 12           | + 1 min 43 s 8  | 4 (0 + 2 + 1 + 1)         |
| 10                                  | 7  | Maksym Ivko            | Ukraine            | 1 min 07           | + 2 min 18 s 3  | 7 (0 + 2 + 3 + 2)         |
| 11                                  | 16 | Fabien Claude          | France             | 1 min 44           | + 2 min 23 s 1  | 6 (2 + 2 + 2 + 0)         |
| 12                                  | 8  | Adam Vaclavik          | République tchèque | 1 min 11           | + 2 min 24 s 1  | 8 (0 + 2 + 2 + 4)         |
| 13                                  | 28 | Thorsten Bischof       | Autriche           | 2 min 56           | + 2 min 55 s 7  | 3 (1 + 0 + 1 + 1)         |
| 14                                  | 12 | Sean Doherty           | États-Unis         | 1 min 26           | + 3 min 01 s 2  | 8 (1 + 1 + 5 + 1)         |
| 15                                  | 10 | Michael Pfeffer        | Autriche           | 1 min 14           | + 3 min 09 s 8  | 9 (1 + 2 + 4 + 2)         |
| 16                                  | 11 | Xavier Guidetti        | Italie             | 1 min 19           | + 3 min 10 s 0  | 8 (0 + 2 + 2 + 4)         |
| 17                                  | 26 | Kenneth Schoepfer      | Suisse             | 2 min 53           | + 3 min 18 s 4  | 3 (0 + 0 + 2 + 1)         |
| 18                                  | 18 | Jules Cuenot           | Suisse             | 1 min 57           | + 3 min 32 s 2  | 8 (2 + 1 + 3 + 2)         |
| 19                                  | 29 | Niklas Forsberg        | Suède              | 2 min 58           | + 3 min 35 s 2  | 7 (2 + 1 + 2 + 2)         |
| 20                                  | 15 | Federico Di Francesco  | Italie             | 1 min 38           | + 3 min 35 s 8  | 8 (5 + 2 + 1 + 0)         |
| 21                                  | 19 | Matej Buric            | Croatie            | 2 min 07           | + 4 min 12 s 7  | 6 (0 + 2 + 2 + 2)         |
| 22                                  | 23 | Ondrej Hosek           | République tchèque | 2 min 34           | + 4 min 26 s 5  | 7 (3 + 0 + 1 + 3)         |
| 23                                  | 37 | Marius Petru Ungureanu | Roumanie           | 3 min 09           | + 4 min 27 s 7  | 5 (0 + 2 + 2 + 1)         |
| 24                                  | 24 | Jakub Topor            | Pologne            | 2 min 47           | + 4 min 32 s 5  | 7 (2 + 2 + 2 + 1)         |
| 25                                  | 40 | Ivan Galushkin         | Russie             | 3 min 20           | + 4 min 34 s 2  | 7 (3 + 2 + 1 + 1)         |
| 26                                  | 34 | Radi Palevski          | Bulgarie           | 3 min 02           | + 4 min 36 s 5  | 3 (0 + 1 + 0 + 2)         |
| 27                                  | 22 | Dmytro Ihnatyev        | Ukraine            | 2 min 18           | + 4 min 40 s 9  | 8 (4 + 2 + 1 + 1)         |
| 28                                  | 27 | Heikki Laitinen        | Finlande           | 2 min 53           | + 4 min 46 s 9  | 4 (1 + 0 + 2 + 1)         |
| 29                                  | 35 | Calum Irvine           | Grande-Bretagne    | 3 min 07           | + 4 min 50 s 0  | 6 (1 + 3 + 0 + 2)         |
| 30                                  | 36 | Antti Repo             | Finlande           | 3 min 08           | + 5 min 07 s 9  | 6 (3 + 0 + 2 + 1)         |
| 31                                  | 31 | Ruslan Bessov          | Kazakhstan         | 2 min 58           | + 5 min 29 s 1  | 9 (3 + 2 + 3 + 1)         |
| 32                                  | 43 | Aidan Millar           | Canada             | 4 min 01           | + 5 min 33 s 4  | 5 (1 + 2 + 2 + 0)         |
| 33                                  | 30 | Mateusz Janik          | Pologne            | 2 min 58           | + 5 min 53 s 1  | 7 (1 + 1 + 3 + 2)         |
| 34                                  | 20 | Tarvi Sikk             | Estonie            | 2 min 08           | + 5 min 59 s 5  | 9 (1 + 1 + 5 + 2)         |
| 35                                  | 21 | Vid Zabret             | Slovénie           | 2 min 18           | + 6 min 08 s 7  | 9 (3 + 3 + 2 + 1)         |
| 36                                  | 41 | Ondrej Kosztolanyi     | Slovaquie          | 3 min 27           | + 6 min 09 s 1  | 6 (1 + 1 + 2 + 2)         |
| 37                                  | 25 | Aleksei Kuznetcov      | Russie             | 2 min 52           | + 6 min 39 s 5  | 10 (4 + 1 + 3 + 2)        |
| 38                                  | 39 | Raman Malukha          | Biélorussie        | 3 min 17           | + 6 min 47 s 3  | 4 (0 + 1 + 2 + 1)         |
| 39                                  | 42 | Denislav Shehtanov     | Bulgarie           | 3 min 27           | + 7 min 19 s 7  | 9 (2 + 2 + 2 + 3)         |
| 40                                  | 32 | Nick Proell            | États-Unis         | 3 min 00           | + 7 min 20 s 5  | 8 (1 + 2 + 3 + 2)         |
| 41                                  | 33 | Mattias Jonsson        | Suède              | 3 min 02           | + 7 min 49 s 1  | 8 (2 + 2 + 2 + 2)         |
| 42                                  | 38 | Choi Dujin             | Corée du Sud       | 3 min 14           | + 8 min 06 s 1  | 9 (2 + 3 + 3 + 1)         |
| 43                                  | 49 | Linards Zemelis        | Lettonie           | 5 min 49           | + 9 min 13 s 5  | 2 (0 + 1 + 0 + 1)         |
| 44                                  | 44 | Peter Oravec           | Slovaquie          | 4 min 26           | + 9 min 39 s 0  | 9 (1 + 1 + 3 + 4)         |
| 45                                  | 47 | Dzenis Avdic           | Serbie             | 4 min 57           | + 9 min 54 s 6  | 9 (0 + 2 + 3 + 4)         |
| 46                                  | 48 | David Panyik           | Hongrie            | 5 min 04           | + 10 min 52 s 6 | 10 (3 + 2 + 2 + 3)        |
| 47                                  | 46 | Arnoldas Mikelkevicius | Lituanie           | 4 min 40           | + 10 min 58 s 9 | 10 (2 + 2 + 4 + 2)        |
| 48                                  | 45 | Janis Slavens          | Lettonie           | 4 min 29           | + 12 min 50 s 2 | 10 (1 + 2 + 3 + 4)        |
| 49                                  | 50 | Lachlan Porter         | Australie          | 6 min 59           | + 15 min 48 s 2 | 9 (1 + 2 + 2 + 4)         |
| -                                   | 13 | Viktar Kryuko          | Biélorussie        | 1 min 31           | Disqualifié     | 3 (0 + 0 + 2 + 1)         |

* Harden est le premier à franchir la ligne d'arrivée mais il reçoit une pénalité de 2 minutes car il avait oublié de faire un tour de pénalité.

### Sprint femmes
L'épreuve s'est déroulée le 15 janvier sur un parcours de 6 km avec 48 athlètes de 27 pays différents.
| Rang                                | N° | Nom                     | Pays               | Temps            | Différence       | Pénalités (A + D) |
| ----------------------------------- | -- | ----------------------- | ------------------ | ---------------- | ---------------- | ----------------- |
| Médaille d'or, Jeux olympiques      | 46 | Franziska Preuss        | Allemagne          | 17 min 27 s 7    |                  | 1 (0 + 1)         |
| Médaille d'argent, Jeux olympiques  | 45 | Galina Vishnevskaya     | Kazakhstan         | 17 min 55 s 2    | + 27 s 5         | 2 (1 + 1)         |
| Médaille de bronze, Jeux olympiques | 20 | Uliana Kaysheva         | Russie             | 18 min 00 s 9    | + 33 s 2         | 2 (1 + 1)         |
| 4                                   | 48 | Lotten Sjoden           | Suède              | 18 min 08 s 6    | + 40 s 9         | 1 (1 + 0)         |
| 5                                   | 39 | Natalia Gerbulova       | Russie             | 18 min 14 s 5    | + 46 s 8         | 1 (1 + 0)         |
| 6                                   | 28 | Jessica Jislová         | République tchèque | 18 min 19 s 5    | + 51 s 8         | 0 (0 + 0)         |
| 7                                   | 42 | Julia Reisinger         | Autriche           | 18 min 24 s 0    | + 56 s 3         | 1 (1 + 0)         |
| 8                                   | 32 | Lisa Vittozzi           | Italie             | 18 min 42 s 8    | + 1 min 15 s 1   | 1 (1 + 0)         |
| 9                                   | 25 | Danielle Vrielink       | Canada             | 18 min 45 s 9    | + 1 min 18 s 2   | 1 (1 + 0)         |
| 10                                  | 10 | Ivona Fialkova          | Slovaquie          | 18 min 47 s 2    | + 1 min 19 s 5   | 1 (0 + 1)         |
| 11                                  | 34 | Kristin Sandeggen       | Norvège            | 18 min 55 s 5    | + 1 min 27 s 8   | 1 (0 + 1)         |
| 12                                  | 29 | Chloé Chevalier         | France             | 18 min 55 s 8    | + 1 min 28 s 1   | 3 (1 + 2)         |
| 13                                  | 38 | Anna Kubek              | États-Unis         | 18 min 56 s 7    | + 1 min 29 s 0   | 1 (0 + 1)         |
| 14                                  | 15 | Anastasiya Merkushyna   | Ukraine            | 19 min 01 s 7    | + 1 min 34 s 0   | 3 (2 + 1)         |
| 15                                  | 11 | Léa Ducordeau           | France             | 19 min 13 s 6    | + 1 min 45 s 9   | 2 (2 + 0)         |
| 16                                  | 14 | Erika Jislová           | République tchèque | 19 min 18 s 4    | + 1 min 50 s 7   | 1 (1 + 0)         |
| 17                                  | 44 | Song Na                 | Chine              | 19 min 19 s 2    | + 1 min 51 s 5   | 2 (2 + 0)         |
| 18                                  | 37 | Yuliya Zhuravok         | Ukraine            | 19 min 23 s 1    | + 1 min 55 s 4   | 2 (2 + 0)         |
| 19                                  | 6  | Linn Persson            | Suède              | 19 min 29 s 3    | + 2 min 01 s 6   | 1 (1 + 0)         |
| 20                                  | 16 | Aita Gasparin           | Suisse             | 19 min 33 s 4    | + 2 min 05 s 7   | 3 (2 + 1)         |
| 21                                  | 18 | Meril Beilmann          | Estonie            | 19 min 46 s 6    | + 2 min 18 s 9   | 3 (0 + 3)         |
| 22                                  | 1  | Sarah Beaudry           | Canada             | 19 min 49 s 9    | + 2 min 22 s 2   | 4 (2 + 2)         |
| 23                                  | 21 | Zhang Zhaohan           | Chine              | 19 min 51 s 1    | + 2 min 23 s 4   | 4 (1 + 3)         |
| 24                                  | 41 | Kinga Mitoraj           | Pologne            | 19 min 58 s 2    | + 2 min 30 s 5   | 3 (0 + 3)         |
| 25                                  | 36 | Maarja Maranik          | Estonie            | 19 min 58 s 7    | + 2 min 31 s 0   | 3 (2 + 1)         |
| 26                                  | 43 | Liudmila Kiaura         | Biélorussie        | 20 min 02 s 4    | + 2 min 34 s 7   | 2 (0 + 2)         |
| 27                                  | 17 | Tatsiana Tryfanava      | Biélorussie        | 20 min 15 s 0    | + 2 min 47 s 3   | 2 (1 + 1)         |
| 28                                  | 4  | Eva Urevc               | Slovénie           | 20 min 15 s 8    | + 2 min 48 s 1   | 6 (2 + 4)         |
| 29                                  | 2  | Anna Savin              | Italie             | 20 min 20 s 3    | + 2 min 52 s 6   | 3 (2 + 1)         |
| 30                                  | 31 | Jenny Ingman            | Finlande           | 20 min 24 s 6    | + 2 min 56 s 9   | 3 (1 + 2)         |
| 31                                  | 5  | Erika Janka             | Finlande           | 20 min 28 s 8    | + 3 min 01 s 1   | 1 (1 + 0)         |
| 32                                  | 24 | Anastassiya Kondratyeva | Kazakhstan         | 20 min 36 s 4    | + 3 min 08 s 7   | 3 (3 + 0)         |
| 33                                  | 27 | Iulia Ioana Tigani      | Roumanie           | 20 min 52 s 2    | + 3 min 24 s 5   | 2 (0 + 2)         |
| 34                                  | 19 | Beata Lassak            | Pologne            | 20 min 56 s 1    | + 3 min 28 s 4   | 4 (2 + 2)         |
| 35                                  | 8  | Jang Jiyeon             | Corée du Sud       | 21 min 08 s 4    | + 3 min 40 s 7   | 2 (0 + 2)         |
| 36                                  | 13 | Karoline Naess          | Norvège            | 21 min 10 s 6    | + 3 min 42 s 9   | 5 (1 + 4)         |
| 37                                  | 12 | Laura Hengelhaupt       | Allemagne          | 21 min 18 s 8    | + 3 min 51 s 1   | 5 (1 + 4)         |
| 38                                  | 35 | Daniela Kadeva          | Bulgarie           | 21 min 19 s 7    | + 3 min 52 s 0   | 2 (1 + 1)         |
| 39                                  | 23 | Aleksandra Zakrzewska   | États-Unis         | 21 min 21 s 8    | + 3 min 54 s 1   | 4 (1 + 3)         |
| 40                                  | 9  | Mariela Georgieva       | Bulgarie           | 21 min 48 s 0    | + 4 min 20 s 3   | 5 (2 + 3)         |
| 41                                  | 33 | Anthea Grum             | Slovénie           | 21 min 51 s 7    | + 4 min 24 s 0   | 6 (3 + 3)         |
| 42                                  | 40 | Nikola Lapinova         | Slovaquie          | 21 min 57 s 3    | + 4 min 29 s 6   | 5 (2 + 3)         |
| 43                                  | 3  | Dorottya Buzas          | Roumanie           | 22 min 25 s 9    | + 4 min 58 s 2   | 5 (3 + 2)         |
| 44                                  | 26 | Gaudvile Nalivaikaite   | Lituanie           | 22 min 40 s 7    | + 5 min 13 s 0   | 5 (2 + 3)         |
| 45                                  | 22 | Olivia Thomson          | Nouvelle-Zélande   | 23 min 41 s 4    | + 6 min 13 s 7   | 1 (0 + 1)         |
| 46                                  | 7  | Irina Cozonac           | Moldavie           | 25 min 17 s 2    | + 7 min 49 s 5   | 3 (3 + 0)         |
| 47                                  | 30 | Gunita Gaile*           | Lettonie           | 27 min 09 s 1    | + 9 min 41 s 4   | 6 (3 + 3)         |
|                                     | 47 | Grigoryan Zhenya        | Arménie            | N'a pas terminée | N'a pas terminée | N'a pas terminée  |

* Gaile a reçu une pénalité de 2 minutes.

### Poursuite femmes
L'épreuve s'est déroulée le 16 janvier sur un parcours de 7,5 km avec les mêmes athlètes qui ont participé au sprint.
| Rang                                | N° | Nom                     | Pays               | Retard (au départ) | Temps           | Pénalités (A + A + P + P) |
| ----------------------------------- | -- | ----------------------- | ------------------ | ------------------ | --------------- | ------------------------- |
| Médaille d'or, Jeux olympiques      | 3  | Uliana Kaysheva         | Russie             | 0 min 33           | 26 min 01 s 3   | 0 (0 + 0 + 0 + 0)         |
| Médaille d'argent, Jeux olympiques  | 1  | Franziska Preuss        | Allemagne          | 0 min 00           | + 27 s 9        | 2 (1 + 0 + 1 + 0)         |
| Médaille de bronze, Jeux olympiques | 2  | Galina Vishnevskaya     | Kazakhstan         | 0 min 28           | + 1 min 43 s 1  | 4 (0 + 2 + 1 + 1)         |
| 4                                   | 4  | Lotten Sjoden           | Suède              | 0 min 41           | + 2 min 04 s 3  | 3 (1 + 0 + 1 + 1)         |
| 5                                   | 8  | Lisa Vittozzi           | Italie             | 1 min 15           | + 2 min 06 s 4  | 0 (0 + 0 + 0 + 0)         |
| 6                                   | 7  | Julia Reisinger         | Autriche           | 0 min 56           | + 3 min 02 s 0  | 2 (1 + 0 + 0 + 1)         |
| 7                                   | 6  | Jessica Jislová         | République tchèque | 0 min 52           | + 3 min 08 s 9  | 2 (0 + 0 + 2 + 0)         |
| 8                                   | 18 | Yuliya Zhuravok         | Ukraine            | 1 min 55           | + 3 min 15 s 5  | 0 (0 + 0 + 0 + 0)         |
| 9                                   | 5  | Natalia Gerbulova       | Russie             | 0 min 47           | + 3 min 45 s 3  | 5 (2 + 1 + 0 + 2)         |
| 10                                  | 13 | Anna Kubek              | États-Unis         | 1 min 29           | + 4 min 27 s 2  | 3 (1 + 0 + 0 + 2)         |
| 11                                  | 9  | Danielle Vrielink       | Canada             | 1 min 18           | + 4 min 33 s 5  | 2 (0 + 1 + 0 + 1)         |
| 12                                  | 11 | Kristin Sandeggen       | Norvège            | 1 min 28           | + 4 min 54 s 0  | 4 (1 + 0 + 2 + 1)         |
| 13                                  | 15 | Léa Ducordeau           | France             | 1 min 46           | + 4 min 57 s 9  | 5 (0 + 0 + 3 + 2)         |
| 14                                  | 22 | Sarah Beaudry           | Canada             | 2 min 22           | + 5 min 04 s 1  | 2 (1 + 0 + 1 + 0)         |
| 15                                  | 12 | Chloé Chevalier         | France             | 1 min 28           | + 5 min 16 s 3  | 7 (3 + 1 + 2 + 1)         |
| 16                                  | 20 | Aita Gasparin           | Suisse             | 2 min 06           | + 5 min 30 s 8  | 4 (1 + 0 + 1 + 2)         |
| 17                                  | 23 | Zhaohan Zhang           | Chine              | 2 min 23           | + 5 min 39 s 1  | 7 (3 + 1 + 1 + 2)         |
| 18                                  | 14 | Anastasiya Merkushyna   | Ukraine            | 1 min 34           | + 5 min 45 s 1  | 8 (4 + 1 + 1 + 2)         |
| 19                                  | 19 | Linn Persson            | Suède              | 2 min 02           | + 5 min 59 s 4  | 3 (0 + 1 + 2 + 0)         |
| 20                                  | 10 | Ivona Fialkova          | Slovaquie          | 1 min 20           | + 6 min 27 s 4  | 10 (1 + 2 + 5 + 2)        |
| 21                                  | 21 | Meril Beilmann          | Estonie            | 2 min 19           | + 6 min 59 s 0  | 6 (3 + 0 + 2 + 1)         |
| 22                                  | 37 | Laura Hengelhaupt       | Allemagne          | 3 min 51           | + 7 min 20 s 1  | 6 (1 + 1 + 3 + 1)         |
| 23                                  | 17 | Na Song                 | Chine              | 1 min 52           | + 7 min 23 s 7  | 7 (0 + 2 + 4 + 1)         |
| 24                                  | 30 | Jenny Ingman            | Finlande           | 2 min 57           | + 7 min 40 s 9  | 5 (0 + 2 + 1 + 2)         |
| 25                                  | 28 | Eva Urevc               | Slovénie           | 2 min 48           | + 7 min 54 s 4  | 10 (2 + 2 + 2 + 4)        |
| 26                                  | 27 | Tatsiana Tryfanava      | Biélorussie        | 2 min 47           | + 7 min 57 s 4  | 9 (2 + 1 + 4 + 2)         |
| 27                                  | 32 | Anastassiya Kondratyeva | Kazakhstan         | 3 min 09           | + 8 min 03 s 3  | 6 (1 + 0 + 3 + 2)         |
| 28                                  | 16 | Erika Jislová           | République tchèque | 1 min 51           | + 8 min 03 s 4  | 7 (1 + 2 + 1 + 3)         |
| 29                                  | 29 | Anna Savin              | Italie             | 2 min 53           | + 8 min 03 s 5  | 6 (2 + 0 + 1 + 3)         |
| 30                                  | 34 | Beata Lassak            | Pologne            | 3 min 28           | + 8 min 18 s 6  | 8 (1 + 1 + 4 + 2)         |
| 31                                  | 41 | Anthea Grum             | Slovénie           | 4 min 24           | + 8 min 20 s 7  | 3 (0 + 1 + 1 + 1)         |
| 32                                  | 24 | Kinga Mitoraj           | Pologne            | 2 min 31           | + 8 min 21 s 1  | 9 (2 + 1 + 4 + 2)         |
| 33                                  | 25 | Maarja Maranik          | Estonie            | 2 min 31           | + 8 min 21 s 6  | 9 (2 + 3 + 2 + 2)         |
| 34                                  | 26 | Liudmila Kiaura         | Biélorussie        | 2 min 35           | + 8 min 50 s 6  | 8 (0 + 1 + 5 + 2)         |
| 35                                  | 36 | Karoline Naess          | Norvège            | 3 min 43           | + 9 min 06 s 4  | 8 (1 + 0 + 5 + 2)         |
| 36                                  | 31 | Erika Janka             | Finlande           | 3 min 01           | + 9 min 09 s 7  | 8 (2 + 0 + 4 + 2)         |
| 37                                  | 40 | Mariela Georgieva       | Bulgarie           | 4 min 20           | + 10 min 29 s 1 | 5 (2 + 1 + 1 + 1)         |
| 38                                  | 33 | Iulia Ioana Tigani      | Roumanie           | 3 min 25           | + 10 min 55 s 5 | 7 (2 + 2 + 1 + 2)         |
| 39                                  | 42 | Nikola Lapinova         | Slovaquie          | 4 min 30           | + 11 min 05 s 8 | 10 (4 + 3 + 1 + 2)        |
| 40                                  | 35 | Jiyeon Jang             | Corée du Sud       | 3 min 41           | + 11 min 06 s 2 | 6 (2 + 2 + 1 + 1)         |
| 41                                  | 39 | Aleksandra Zakrzewska   | États-Unis         | 3 min 54           | + 11 min 17 s 3 | 10 (0 + 1 + 5 + 4)        |
| 42                                  | 38 | Daniela Kadeva          | Bulgarie           | 3 min 52           | + 11 min 24 s 8 | 5 (0 + 1 + 1 + 3)         |
| 43                                  | 44 | Gaudvile Nalivaikaite   | Lituanie           | 5 min 13           | + 12 min 04 s 1 | 5 (2 + 1 + 2 + 0)         |
| 44                                  | 43 | Dorottya Buzas          | Roumanie           | 4 min 58           | + 12 min 57 s 1 | 7 (1 + 2 + 3 + 1)         |
| 45                                  | 45 | Olivia Thomson          | Nouvelle-Zélande   | 6 min 14           | + 15 min 39 s 0 | 2 (0 + 0 + 2 + 0)         |
| 46                                  | 47 | Gunita Gaile            | Lettonie           | 9 min 41           | + 15 min 59 s 8 | 4 (0 + 0 + 4 + 0)         |
|                                     | 46 | Irina Cozonac           | Moldavie           | 7 min 50           | N'a pas terminé | (1 + 1 + 3 + -)           |

Note : Les athlètes suivantes se sont vus faire ajuster leurs temps en raison de l'article 8.7.4 de l'union internationale de biathlon qui stipule que si un concurrent perd du temps en raison d'une erreur de cible qui n'est pas de leur faute ou un dysfonctionnement technique de la cible, le jury de la compétition doit ajuster le temps de ce concurrent : l'Autrichienne Julia Reisinger (- 33 s), la Française Léa Ducordeau (- 54 s), la Suédoise Linn Persson (- 10 s), les Biélorusses Liudmila Kiaura (- 54 s) et Tatsiana Trtyfanava ( - 1 min 48 s), la Finlandaise Erika Janka (- 1 min 21 s), la Norvégienne Karoline Naess (- 1 min 21 s) et l'Allemande Laura Hengelhaupt (- 54 s).

### Relais mixte
L'épreuve s'est déroulée le 19 janvier avec 18 équipes de 4 athlètes. Les femmes ont fait une course de 6 km tandis que les hommes ont fait une course de 7,5 km.
| Rang                                | N° | Pays/Nom                                                                      | Pénalités (A + D)                                            | Temps                                                                     | Différence      |
| ----------------------------------- | -- | ----------------------------------------------------------------------------- | ------------------------------------------------------------ | ------------------------------------------------------------------------- | --------------- |
| Médaille d'or, Jeux olympiques      | 1  | Allemagne Franziska Preuss Laura Hengelhaupt Maximilian Janke Niklas Homberg  | 0 + 4 0 + 3 0 + 0 0 + 2 0 + 1 0 + 0 0 + 2 0 + 1              | 1 h 11 min 06 s 8 16 min 26 s 0 16 min 40 s 4 18 min 56 s 0 19 min 04 s 4 |                 |
| Médaille d'argent, Jeux olympiques  | 2  | Norvège Kristin Sandeggen Karoline Naess Haakon Livik Kristian Andre Aalerud  | 0 + 3 0 + 5 0 + 1 0 + 0 0 + 1 0 + 1 0 + 0 0 + 3              | 1 h 13 min 11 s 7 17 min 07 s 3 17 min 56 s 4 19 min 33 s 5 18 min 34 s 5 | + 2 min 04 s 9  |
| Médaille de bronze, Jeux olympiques | 4  | France Léa Ducordeau Chloé Chevalier Fabien Claude Aristide Bègue             | 0 + 5 1 + 7 0 + 1 0 + 0 0 + 2 1 + 3 0 + 1 0 + 2              | 1 h 13 min 27 s 8 17 min 13 s 8 18 min 24 s 1 19 min 08 s 8 18 min 41 s 1 | + 2 min 21 s 0  |
| 4                                   | 6  | Ukraine Julija Czurawok Anastazija Merkuszyna Dmytro Ignatiew Maksym Iwko     | 0 + 5 3 + 7 0 + 0 0 + 1 0 + 1 0 + 2 0 + 1 1 + 3              | 1 h 14 min 47 s 5 17 min 02 s 6 16 min 41 s 3 20 min 55 s 5 20 min 08 s 1 | + 3 min 40 s 7  |
| 5                                   | 7  | Italie Lisa Vittozzi Anna Savin Federico Di Francesco Xavier Guidetti         | 0 + 5 0 + 6 0 + 2 0 + 3 0 + 0 0 + 1 0 + 2 0 + 1 0 + 1 0 + 1  | 1 h 15 min 46 s 6 17 min 44 s 8 18 min 07 s 4 19 min 58 s 8 19 min 55 s 6 | + 4 min 39 s 8  |
| 6                                   | 5  | Suède Linn Persson Lotten Sjoden Mattias Jonsson Niklas Forsberg              | 3 + 9 0 + 3 0 + 0 0 + 0 0 + 3 0 + 0 2 + 3 0 + 1 1 + 3 0 + 2  | 1 h 16 min 02 s 9 17 min 08 s 9 17 min 25 s 5 21 min 18 s 9 20 min 09 s 6 | + 4 min 56 s 1  |
| 7                                   | 9  | République tchèque Erika Jislová Jessica Jislová Adam Vaclavik Ondrej Hosek   | 0 + 7 1 + 8 0 + 3 0 + 2 0 + 0 0 + 2 0 + 1 1 + 3 0 + 3 0 + 1  | 1 h 17 min 11 s 5 18 min 56 s 7 17 min 41 s 7 19 min 48 s 8 20 min 44 s 3 | + 6 min 04 s 7  |
| 8                                   | 16 | Estonie Maarja Maranik Meril Beilmann Tarvi Sikk Rene Zahkna                  | 1 + 8 3 + 10 0 + 3 0 + 1 0 + 1 1 + 3 1 + 3 1 + 3             | 1 h 17 min 29 s 3 18 min 19 s 8 18 min 19 s 4 20 min 42 s 3 20 min 07 s 8 | + 6 min 22 s 5  |
| 9                                   | 18 | Canada Sarah Beaudry Danielle Vrielink Aidan Millar Stuart Harden             | 3 + 5 2 + 8 0 + 2 0 + 2 0 + 0 0 + 2 3 + 3 2 + 3 0 + 0 0 + 1  | 1 h 17 min 29 s 7 17 min 33 s 5 17 min 46 s 0 23 min 21 s 8 18 min 48 s 4 | + 6 min 22 s 9  |
| 10                                  | 8  | Biélorussie Tatsiana Tryfanawa Ludmiła Kiaura Wiktar Krjuko Raman Małusza     | 4 + 7 0 + 3 4 + 3 0 + 1 0 + 1 0 + 1 0 + 2 0 + 0              | 1 h 17 min 36 s 8 20 min 10 s 6 18 min 17 s 1 19 min 09 s 3 19 min 59 s 8 | + 6 min 30 s 0  |
| 11                                  | 10 | Slovénie Eva Urevc Anthea Grum Vid Zabret Miha Dovzan                         | 0 + 8 2 + 9 0 + 3 2 + 2 0 + 2 0 + 2 0 + 3 0 + 2 0 + 0 0 + 3  | 1 h 18 min 07 s 6 19 min 13 s 7 18 min 42 s 5 20 min 32 s 4 19 min 39 s 0 | + 7 min 00 s 8  |
| 12                                  | 12 | Pologne Kinga Mitoraj Beata Lassak Jakub Topór Mateusz Janik                  | 2 + 8 2 + 10 1 + 3 2 + 3 0 + 0 0 + 3 0 + 2 0 + 3 1 + 3 0 + 1 | 1 h 18 min 55 s 5 19 min 39 s 7 18 min 42 s 1 19 min 45 s 1 20 min 48 s 6 | + 7 min 48 s 7  |
| 13                                  | 13 | Autriche Julia Reisinger Magdalena Millinger Michael Pfeffer Thorsten Bischof | 1 + 7 3 + 9 0 + 3 0 + 0 0 + 1 1 + 3 0 + 0 1 + 3 1 + 3 1 + 3  | 1 h 19 min 05 s 3 17 min 33 s 9 18 min 54 s 9 20 min 05 s 4 22 min 31 s 1 | + 7 min 58 s 5  |
| 14                                  | 11 | États-Unis Anna Kubek Aleksandra Zakrzewska Nick Proell Sean Doherty          | 4 + 10 0 + 6 0 + 2 0 + 1 0 + 2 0 + 1 1 + 3 0 + 2 3 + 3 0 + 2 | 1 h 20 min 03 s 4 17 min 50 s 4 19 min 52 s 4 21 min 31 s 3 20 min 49 s 3 | + 8 min 56 s 6  |
| 15                                  | 17 | Bulgarie Daniela Kadeva Mariela Gerogiewa Radi Pałewski Denisław Szehtanow    | 0 + 2 1 + 6 0 + 0 0 + 0 0 + 1 1 + 3 0 + 1 0 + 1 0 + 0 0 + 2  | 1 h 20 min 19 s 6 19 min 20 s 6 19 min 41 s 6 20 min 18 s 7 20 min 58 s 7 | + 9 min 12 s 8  |
| 16                                  | 15 | Finlande Jenny Ingman Erik Janka Heikki Laitinen Antti Repo                   | 3 + 10 1 + 9 1 + 3 0 + 2 1 + 3 0 + 3 0 + 1 0 + 1 1 + 3 1 + 3 | 1 h 20 min 54 s 2 19 min 11 s 7 20 min 01 s 4 20 min 13 s 6 21 min 27 s 5 | + 9 min 47 s 4  |
| 17                                  | 14 | Slovaquie Ivona Fialkova Nikola Lapinova Ondrej Kosztolanyi Peter Oravec      | 4 + 7 7 + 10 2 + 3 2 + 3 2 + 3 1 + 3 0 + 1 0 + 1 0 + 0 4 + 3 | 1 h 24 min 42 s 9 20 min 03 s 7 21 min 20 s 8 20 min 29 s 4 22 min 49 s 0 | + 13 min 36 s 1 |
| -                                   | 3  | Russie Uliana Kajszewa Natalia Gerbulova Aleksei Kuzniecow Iwan Gałuszkin     | 0 + 4 0 + 5 0 + 0 0 + 1 0 + 1 0 + 2 0 + 1 0 + 1 0 + 2 0 + 1  | 1 h 12 min 54 s 0 16 min 21 s 3 17 min 11 s 8 20 min 11 s 5 19 min 09 s 4 | Disqualifié     |